# Jet Li
Jet Li (eredetileg 李连杰, Lǐ Liánjié, magyaros átírásban Li Lien-csie, kantoni nyelven Li Lin Kit) (Peking, 1963. április 26. –) kínai harcművész és színész. Gyermekként lett Kína nemzeti vusu (vusu)bajnoka, és öt éven keresztül tartotta a címet. Tizenhét évesen visszavonult a versenysporttól. 1982-ben Shaolin templom című filmjével lett országosan ismert, majd kritikusok által is elismert epikus vusu (wushu)filmekben játszott, mint például a Kínai történet vagy a Hős. Hollywood is felfedezte, először rosszfiúszerepeket kapott, majd 2000-ben az Öld meg Rómeót! című filmben már főszereplőként játszott. Számos más amerikai produkcióban is szerepelt, Jackie Channel játszott együtt A tiltott királyságban, Brendan Fraserrel pedig A múmia: A Sárkánycsászár sírja című produkcióban. 2010-ben A feláldozhatók című akciófilmben volt látható többek között Sylvester Stallone és Jason Statham oldalán, valamint ennek folytatásaiban.
Jet Li szingapúri állampolgár is, második feleségével él, két lányuk van. Kézlenyomata szerepel a hongkongi Csillagok sugárútján.
Gyakori magyar hangja Görög László és Kálloy Molnár Péter.

## Gyermek- és fiatalkora
| „                                        | Az első helyezésem egész kis szenzációt okozott, annyira fiatal voltam. 12 éves voltam, a többi helyezett pedig a húszas évei közepén-végén járt. A díjátadó ünnepségen, ahogy ott álltam, a dobogó tetején, még mindig alacsonyabb voltam, mint a második és harmadik helyezett. Muris egy látvány lehetett. | ” |
| – Jet Li 1975-ös nemzeti bajnoki címéről | |   |

Pekingben született, két bátyja és két nővére van. Keresztnevének (Csie (Jie)) jelentése „ünnepség”, amit Li maga a következőképp magyaráz: „A Lien (Lian) a generációs nevem, így a bátyáim és a nővéreim középső neve is ez. Az egyik bátyámat Shungnak (’győzelem’) hívják, a másik bátyámat Linek (’győzelem’), ezért lett az én keresztnevem Csie (Jie) (’ünnepség’), mert két győzelem után ünnepelni kell.”
Kétéves volt, amikor édesapja meghalt, édesanyja a széltől is óvta, még biciklizni sem tanulhatott meg. Nyolcéves korában (1971) általános iskolai testnevelő tanára javaslatára édesanyja a Pekingi Amatőr Sportiskolába íratta be egy nyárra, ahol a harcművészeti osztályba helyezték. Itt Vu Pin (Wu Bin) tanítványa lett. Az egynyári iskola végeztével a több mint 1000 tanulóból csupán húsznak adták meg a lehetőséget, hogy folytassa a harcművészeti tanulmányokat, és Li volt köztük az egyetlen első osztályos tanuló. Tanára hamarosan felfedezte, hogy a fiú rendkívül tehetséges, és különórákat tartott neki. A kisfiú étrendjéből akkoriban hiányzott a fizikai erőnlét fenntartásához elengedhetetlen hús (családja szegény volt, nem engedhették meg maguknak), ezért Pin (Bin) éveken át vitt ételt a családnak, hogy a kisfiú szervezete megfelelő erőnlétben legyen az edzésekhez. Élete első versenyét kilencévesen nyerte, ami után hivatalosan is felére csökkentették az általános iskolai kötelezettségeit, hogy a harcművészetre koncentrálhasson. Háromévnyi intenzív tanulás után Li megnyerte első nemzeti bajnoki címét a pekingi vusu (vusu)csapat tagjaként. A győzelem után többé nem kellett iskolába járnia, minden idejét a sportiskolában töltötte edzéssel.
Li hat vusu (wushu)stílusra specializálódott: csang csüan (chang quan) (hosszú ököl), tao (dao) (kard), kun (gun) (bot), fance csüan (fanzi quan) (tumbling fist), szan csie kun (san jie gun) (három részből álló bot) és a pu tao (pu dao) (szablya), de huszonhárom más stílusban is jártas.
Első hivatalos állami harcművészeti bemutatóját a diplomáciai szempontból jelentős pánázsiai–afrikai–latin-amerikai asztalitenisz-bajnokság megnyitóján tartotta, ami után maga Kína első miniszterelnöke, Csou En-laj (Zhou Enlai) részesítette dicséretben. A kormány ezek után kiválasztotta, hogy egy 45 országot magába foglaló turné keretében képviselje hazáját különféle hivatalos rendezvényeken. A leghíresebb bemutatóját 1974-ben, a Fehér Ház kertjében tartotta Richard Nixon elnök előtt; közvetlenül az USA diplomáciai nyitása után Kína felé. Jet Li később úgy nyilatkozott, nem szereti, ha azt hiszik, hogy ő csupán egy „természetes tehetség”, mert sikerei mögött megfeszített munka állt: mestere háromszor többet dolgoztatta, mint csoporttársait. Erőfeszítéseit siker koronázta: 1974 és 1978 között ő volt Kína nemzeti vusu (wushu)bajnoka.

## Pályafutása

### Kezdetek
Tizenhét évesen visszavonult a sporttól egy térdsérülés következtében. Amerikai barátja, egy egyetemi professzor felajánlotta neki, hogy fizetik amerikai tanulmányait és kinttartózkodását, amennyiben hajlandó vusu (wushu)t oktatni, Li azonban a filmezést választotta. Első filmje Csang Hszin-jen (Chang Hsin Yen) rendezésében a Shaolin templom volt 1982-ben, amely egy korábbi, 1976-os film újraírt változata volt. A filmet részben a Henan tartományban található Szung (Song)-hegységben fekvő igazi saolin kolostorban forgatták, melyet a film kedvéért teljesen felújítottak. Li egy fiatal fiút alakított, akinek megölik az apját, ezért elvonul, hogy harcművészetet tanuljon és bosszút álljon. A filmet egy kis, független stúdió készítette, ezért nem volt pénzük híres koreográfusok és színészek szerződtetésére, ehelyett igazi vusu (wushu)bajnokokat szerződtettek a filmre, és a koreográfiát a szereplők maguk készítették. Mivel Li már nemzeti hősnek számított vusu (wushu)bajnoki címeinek köszönhetően, a film azonnali siker volt, és valóságos harcművészet-őrületet indított el Kínában. Erick Kwon (Beyond Hollywood) a következőképp értékelte Lit a filmben: „Csak 16 éves volt a forgatás alatt, és elképesztő, milyen fiatalnak és fürgének tűnik. Ez Jet a számos sérülése előtt és fizikai teljesítőképessége teljében, amikor vitathatatlanul a világ legjobb vusu (wushu)művésze volt. Már felfedezhetőek benne a későbbi szupersztárkvalitások […] Nem kedveled a drótköteles jeleneteket? … Nem kedveled a nyilvánvaló kaszkadőrmunkát? Hát én sem. Nézd meg a Shaolin templomot, tedd félre az agyad gondolkodó részét és nézd meg a legelképesztőbb kungfujeleneteket, amit filmen valaha látni lehet.”
Kwon értékelésével Mark Pollard, a Kung Fu Cinema kritikusa is egyetért. Ehhez a filmhez kapcsolódik Li későbbi művésznevének története is. A Shaolin templom Fülöp-szigeteki disztribútora túlságosan is bonyolultnak tartotta a Li Lien-csie (Li Lian-Jie) nevet a filmipar számára, és úgy vélték, elég lenne, ha csak Csie Li (Jie Li) néven szerepelne a plakátokon. Ezt sem találták azonban eléggé hangzatosnak. Később Li karrierjét valaki egy hatalmas repülőgéphez hasonlította: nagy erejű, gyors – ezért úgy döntöttek, a Jet, a sugárhajtású repülőgép motorjának neve éppen alkalmas lenne művésznévnek, így a Jet Li nevet írták a plakátokra. „Hamarosan már mindenki ezen az új néven szólított” – nyilatkozta Li hivatalos honlapján.
A Shaolin templomot két sikeres folytatás követte, a nyolcvanas évek közepe azonban nem alakult szerencsésen a színész számára. 1986-os rendezői debütálása, A bosszú harcosa kudarcot vallott. 1987-ben feleségül vette a Beijing Wushu Team-beli csapattársát, Huang Csiu-jen (Huang Qiuyan)t, akitől két lánya született. A házasság azonban rövid időn belül tönkrement, és 1990-ben elváltak. A kudarcok ellenére az 1988-as Dragons of the Orient című dokumentumfilm a figyelem középpontjában tartotta Lit. A film eredeti felvételeket mutatott Liről, ahogy tizenegy évesen bemutatót tart a Fehér Ház kertjében és innovatív edzéstechnikájáról, ahogy például kötelekre kötözött focilabdákon gyakorolja az ütéseket és rúgásokat.

### Nemzeti sztár

Jet Li a Kínai történet című filmben

Li kétéves kiutazási vízumot kapott, Amerikába ment, ahol két filmet is forgatott, a Mestereket és a Kung-fu sárkányt, mindkettőt 1989-ben. Miután vízuma lejárt, Hongkongba költözött, ahol leszerződött a híres Golden Harvest stúdióhoz.
A lehetőséget élete egyik legnagyobb szerepére a Kínai történet című produkcióban kapta meg. A filmben Kína nemzeti hősét, Huang Fej-hung (Wong Fei-hung)ot alakította, „akciójelenetei hihetetlenek voltak, lénye kézzel fogható, és komédiaérzéke is tökéletes, az aszkéta szerzetes szerepében, aki beleszeret a fiatal, elnyugatiasodott »nénikéjébe«.” A filmet két, ugyancsak sikeres folytatás követte, a harmadik részben ugyan egy bokasérülése miatt néhány jelenetet kaszkadőrrel vettek fel, a szerepet azonban mintha csak ráöntötték volna. A sorozatnak köszönhetően Li olyan tényező lett a hongkongi filmszakmában, akivel számolni kellett. Li azonban úgy érezte, a siker mértékét (a Kínai történet-sorozat kasszasiker volt) nem tükrözte a gázsija, így elváltak útjai a stúdióval. Mindenki Lit akarta szerződtetni, olyannyira, hogy azt rebesgették, Li menedzserét a triádok lövették agyon, amikor az megtagadta a színész leszerződtetését egy a triádok által preferált filmre.
Li a Golden Harvesttől való távozása után is ontotta a filmeket, főképp népi hősöket, harcművész szerzeteseket alakított. A Fong Si-jü (Fong Sai-yuk) című filmben a címszereplőt alakította, s ezt tartják nemcsak Li egyik legjobb filmjének, de az egyik legjobb hongkongi harcművészeti alkotásnak is, mely a cselekmény, a dráma és a komédia összeolvasztása és a „lélegzetelállító” harckoreográfia szempontjából egyaránt kiváló. A sárkány árnyékában Michelle Yeoh oldalán egy megalázott szerzetest alakított, A vörös sárkány legendája című filmben pedig egy saolin templom védelmére kelt.

Az 1994-es Fist of Legend Bruce Lee legendás Tomboló ököl című filmjének újraforgatott változata volt, melyben már sokkal realisztikusabb harcot láthatott a néző. A film a külföldi kritikusok tetszését is elnyerte, a mai napig (2010. augusztus) ez Jet Li egyetlen olyan filmje, amely 100%-ot kapott a Rotten Tomatoes kritikusaitól. Ugyanebben az évben dokumentarista jellegű filmet készített Sao lin csen kung fu (Shao Lin zhen gong fu) címmel, melyben újra betekintést engedett edzéseibe; a film saolin szerzetesekről szólt, akik megmutatták, hogyan lehet egyetlen ujjon állni és úgy megerősíteni a nyakizmokat, hogy dárdával se lehessen átszúrni. A Kockázati tényező (1995) című akciódrámában egy volt rendőrt alakított, aki egy Jackie Chanhez nagyon hasonlatos akciósztár helyett végzi el a kaszkadőrmutatványokat, miközben megment egy felhőkarcolót a terroristáktól. A film rendezője Chan-paródiának szánta a filmet, miután korábban összeveszett a színésszel. Ezután három olyan film következett, amelyekben Jet Li megmutatta, hogy nem csupán akciósztár, de mélyebb rétegeket is képes az akciójelenetekbe belevinni. A Dr. Wai, a láda szelleme (1996) című filmben egy Indiana Jones-szerű szereplőt alakított, a Fekete Maszkban egy könyvtárost, akin korábban katonaként kísérleteket hajtottak végre. A Once Upon a Time in China and America című alkotásban pedig ismét Fej-hung (Fei-hung)ot, akit segítségül hívnak az amerikai vasúton dolgozó kihasznált kínai munkások.

### Hollywood jó- és rosszfiúja

Jet Li és Morgan Freeman a Nyakörv című filmben

A hollywoodi áttörést egy igazi rosszfiúszerep hozta meg Jet Li számára a Halálos fegyver 4.-ben, Mel Gibson oldalán. A gonosz kínai alvilági figura szerepét a filmről egyébként fanyalogva író kritikusok is jól fogadták, a Combustible Celluloid kritikusa szerint „figyeljék a hongkongi sztárt, Jet Lit, első hollywoodi szerepében, rosszfiúként. A mozdulataitól el fognak ájulni. Hallottam, ahogy a közönség kiabálta, hogy »tekerjék vissza, meg akarom nézni újra!«” A Filmthreat pedig a következőképp vélekedett: „Ne legyenek nagy reményeik, de a HF4 egy egész jó kis randifilm. A legjobb benne, hogy Jet Li végre porba tiporja buggyant Jackie (Chan)-t.” Ugyanebben az évben került a mozikba a Gyilkos félállásban, ahol egy érzelmes fejvadász bőrébe bújt, aki képtelen ártatlanokat gyilkolni. Joel Silver producert annyira lenyűgözte Li Halálos fegyver 4-beli alakítása, hogy leszerződtette a színészt az Öld meg Rómeót! főszerepére, ahol egy börtönből szökött egykori rendőrt alakít, aki nekilát megkeresni öccse gyilkosát, s közben romantikus szálak szövődnek közte és a rivális, fekete bőrű banda vezérének lánya között. Li a film népszerűsítéséhez szerepet vállalt filmbeli partnernője, Aaliyah Try Again című videóklipjében is. A film nem talált túl pozitív fogadtatásra, bár a kritikusok dicsérték Jet Lit, a film történetét elcsépeltnek tartották (Rómeó és Júlia) és a drótkötéllel rásegített akciójelenetekkel sem volt mindenki kibékülve, nem értették, miért kell Jet Lit dróton rángatni, amikor anélkül is meg tudja csinálni a rúgásokat. A Combustible Celluloid szerint Li jobb rendezőt érdemelt volna a filmhez, és felteszi a kérdést, hogy mikor fog Hollywood olyan filmet csinálni, ami méltó a hongkongi harcművészmesterek tudásához. A film azonban mégis segített Linek végleg megérkezni Hollywoodba, s Li elkezdte fejleszteni angoltudását is.
1999-ben Jet Li feleségül vette Nina Li Cse (Nina Li Chi) színésznőt, s a pár hamarosan már gyermeket várt. A gyermekáldás volt az oka annak, hogy Li visszautasította a Tigris és sárkány főszerepét, amit végül Chow Yun-fat kapott meg. Li azzal indokolta döntését, hogy megígérte feleségének, nem forgat, míg gyermekük meg nem születik. A színész a Mátrixban felajánlott szerepet is visszautasította, úgy vélte a film az ő neve nélkül is épp elég nagy nevet vonultat fel. Li következő nagy projektje A sárkány csókja című film volt, melynek forgatókönyvét Luc Besson írta Li ötlete alapján. A filmben Li egy rendőrt alakít, akinek egy korrupt francia rendőrrel kell szembenéznie, miközben egy prostituáltnak segít elrabolt kislánya megmentésében. A film több szempontól is sikeres lett, egyrészt bevétel szempontjából sem állt rosszul (64 millió dollárral zárt), másrészt pedig sikerült vele kedvére tenni azoknak a rajongóknak, akik panaszkodtak az Öld meg Rómeót! akciójelenetei miatt. Következő filmje, Az egyetlen, melyben egy párhuzamos univerzumokban utazó gonoszt és annak jó alteregóját alakította, csúfosan megbukott a mozikban. A Rotten Tomatoes Li egyik legrosszabb filmjének ítélte az alkotást mindössze 13%-kal. A Metacritic 25 pontot adott neki 100-ból, John J. Puccio szerint a film „elvesztegeti Jet Li harcművészi és színészi képességeit”. A kritikusok a film akciójeleneteivel sem voltak kibékülve, a speciális effektusok és a drótkötélhasználat miatt. Következő hollywoodi filmjében, a Bölcsőd lesz a koporsódban újra Joel Silverrel, DMX-szel és az Öld meg Rómeót! rendezőjével, Andrzej Bartkowiakkal forgatott. A film első helyen debütált a kasszáknál, a kritikusok tetszését azonban nem nyerte el, a Rotten Tomatoes 28%-ra ítélte, a Metacritic 36 pontot adott neki.
2005-ben újabb nyugati produkcióval került a mozikba, A nyakörv című filmben egy emberi pitbullt alakított, aki gazdája parancsára bárkit megöl, ám egy sorsfordító találkozás a Morgan Freeman alakította vak zongorahangolóval visszaadja neki emberi lényét és megtanítja érezni. A kritikusok dicsérték Li színészi játékát (mindamellett megjegyezve, hogy akció közben még mindig meggyőzőbb, mint drámai színészként), de nem voltak elégedettek a történettel és azzal, hogy a vadul brutális akció nem igazán fér össze a film érzelmesebb jeleneteivel. A BBC szerint „a színészi játék jobb, mint amihez hozzá vagyunk szokva a bunyós filmekből. Li, akinek alig van szövege, briliánsan hozza össze Danny brutalitását és sebezhetőségét egyszerre.”
2007-ben újra gonoszt alakított a War című filmben, melyben Jason Statham ellen harcolt, a kritikusok azonban ismét fanyalogtak. 2008-ban két amerikai filmje is mozikba került, A múmia: A Sárkánycsászár sírja című Brendan Fraser-filmben a címszereplő feltámadt múmiát alakította, ugyancsak kevés kritikai sikerrel, majd Jackie Channel játszott A tiltott királyságban, mely vegyes kritikákat kapott. A Chicago Reader „csalódásnak” nevezte a filmet, arra számítva, hogy a két legendás harcművész összehozása nagyobbat durran majd. Az eFilmCritic szerint Li és Chan viszi vállán a filmet, ami lassan csoszog a következő akciójelenetig. Jüan Ho-ping (Yuen Woo-ping) harckoreográfus a film kapcsán adott interjújában a következőt nyilatkozta Liről: „Nagyon jól szabályozza az ütései és rúgásai erejét. Régebben túl sok erőt adott bele, nagy fájdalmat okozva azoknak, akiket megütött. Ő az erő archetípusa. Vibrálóak a mozdulatai. Még mindig ő a legjobb.”
Li 2010-ben újra akciófilmben szerepelt, ezúttal Sylvester Stallone, Bruce Willis, Mickey Rourke, Jason Statham és Dolph Lundgren társaságában The Expendables – A feláldozhatók című moziban. A kritikusok véleménye szerint Li nem kap elég teret a filmben és Stallone esetlen akciókoreográfiája és a rossz vágás következtében a látványosnak ígérkező Li–Lundgren-összecsapás elveszti az izgalmát.

### Az utolsó epikus alkotások és a drámai Jet Li

Jet Li az Ocean Heaven című filmben egy autista fiú (Ven Csang (Wen Zhang), a képen) haldokló apját alakítja

A hagyományosnak mondható akciófilmek mellett Li később is készített úgynevezett epikus harcművészfilmeket vagy vu-hsziákat (wuxiákat). 2002-ben került a mozikba a Hős című alkotás, a kínai filmtörténelem legdrágább filmje, ami Amerikában is óriási sikert aratott: első helyen nyitott, és két hétig vezette a sikerlistát. Oscar- és Golden Globe-díjra is jelölték, rendkívül pozitív visszhangot kapott a nyugati kritikusoktól is, a Rotten Tomatoes oldalán 95%-ot ért el. 2017 januári adatok alapján minden idők harmadik legsikeresebb idegen nyelvű filmje az Egyesült Államokban bevétel szempontjából (az első helyen a Tigris és sárkány áll). A filmben Li egy névtelen harcost alakít, aki jutalmat kér a császártól három bérgyilkos megöléséért, akik az uralkodó életére törtek. A film retrospektíven mutatja be az eseményeket, főképp szín- és képi világáért dicsérték a kritikusok, a Reelview kritikusa „vizuális költészetnek” nevezte. A Hőst megvásároló Miramax két évig húzta az amerikai bemutatót, és végül Quentin Tarantino nyomására került az amerikai mozikba. Jet Li úgy nyilatkozott, amikor elolvasta a forgatókönyvet, kétszer is elsírta magát: „Már több mint 30 filmet forgattam, és az ember mindig valami különlegesre és egyedire vágyik. Ez a film a bizalomról szól. A barátságról.”
2006-ban, a Félelem nélkül bemutatóján Li meglepő kijelentést tett: ezt a filmet a „hattyúdalának” szánta, és kijelentette, hogy nem forgat többé epikus harcművészfilmeket, ami nem azt jelenti, hogy többé nem készít akciófilmet, csupán azt, hogy a harcművészet lelkét, igazi filozófiáját megjelenítő alkotások közül ez lesz számára az utolsó. A film Huo Jüan-csia (Huo Yuan Jia) kínai harcművész életét dolgozza fel, és Li úgy érezte, a film személyes jellegű a számára, mert a saját életfilozófiáját is közvetíti. A kritikusok elismerően nyilatkoztak nemcsak a harcjelenetekről, de Li színészi játékáról is:
Talán nincsenek vele tisztában, ha csak a hollywoodi filmjeiben látták küzdeni az angol nyelvvel, de Jet Li valójában egy hihetetlenül tehetséges színész. A Félelem nélkül számtalan csodálatos harcjelenetet tesz le az asztalra, de Li mély és szenvedélyes játéka az, ami teljesen más szintre emeli a filmet.
Joe Lozito szerint korábban Li karizmája ritkán nyúlt túl a harcművészetén, itt azonban hozzáértőnek bizonyul, egy egyszerre arrogáns és mégis emberi Jüan-csiát alkot meg. A The Austin Chronicle szerint a „Félelem nélkülben Li ereje teljében látható; színészként is fejlődött”. A Reelz Channel szerint viszont Li drámai alakítása itt meg sem közelíti a Hős-beli teljesítményét és bár Li „tündököl” az akciójelenetekben, a filmben túlságosan hosszúra nyúlnak a drámai jelenetek, amitől kissé unalmassá válik az alkotás, és a néző a következő harcot várja vagy türelmetlenül, vagy szunyókálva. A The San Francisco Chronicle szerint Li nem a legrosszabb színész a világon, de még A nyakörvben is jobban játszott. Huo Jüan-csia (Huo Yuan Jia) unokája beperelte a színészt és a produkciós céget, mert a család szerint a film bemocskolja a harcművész életművét, és pontatlan információkat közöl, például azt, hogy a mester pályafutása kezdetén pusztán élvezetből harcolt és hogy utód nélkül halt meg, ami nem igaz.
Jet Li már A nyakörv című filmben is olyan szerepet alakított, amihez drámai színészi alakítás is szükséges volt, majd a Félelem nélkülben is tovább fejlesztette színészi játékát. 2007-ben a Keleti szél című történelmi háborús filmben drámai szerepet kapott, s bár harcművészet nem szerepel a filmben, Li mégis harcol: egy hadurat alakít, akit eleinte a jó szándék vezérel, ám egy tiltott szerelem és a hatalomvágy megrészegíti és végül meggyilkolja fogadott testvérét. A Village Voice szerint még a „Mennyek is sírnak” az utolsó csatajelenetnél, ráadásul „nem kisebb embert láthatunk sírni, mint Jet Lit, többször is”. Más kritikusok szerint a film fárasztóan repetitív, szomorú és egyáltalán nem illik sem Lihez, sem az általa alakított hadúrhoz az a rengeteg sírás, amit produkál. A film a negatív kritikák ellenére 15 díjat nyert, köztük a Hong Kong Film Awards legjobb film és legjobb színész (Jet Li) díját; a díjátadó történetében először fordult elő, hogy egy harcművész-színész kapta a legjobb színésznek járó elismerést. 2010-ben az Ocean Heaven (más címmel Ocean Paradise) című kínai filmben Li teljes egészében drámai szerepet alakít: a filmben egyáltalán nincsenek akciójelenetek. Li egy akváriumban dolgozó egyszerű férfit játszik, aki egyedül neveli felnőtt, de autista fiát. Kétéves szünet után tért vissza a filmmel a vászonra, miután 2008 és 2010 között jótékonysági munkájára koncentrált.

### 2010–
Jet Li 2010 októberében, Pekingben kezdte forgatni A Sárkánykapu repülő kardjai elnevezésű produkciót, mely az 1992-es Dragon Inn című vuhsziához (wuxiához) kapcsolódik, de nem remake. A média információi szerint 12 millió dolláros gázsit kapott a filmért, melyet Tsui Hark rendezett.
2011 szeptemberében került a kínai mozikba a A szerzetes és a fehér kígyó című filmje, mely egy kínai legendán alapszik. A filmben az Ocean Heaven-beli partnere, Ven Csang (Wen Zhang) is szerepel. 2012-ben az The Expendables – A feláldozhatók 2. című Stallone-filmben játszott, majd elfogadta a meghívást a folytatásra is. 2016-ban a League of Gods című fantasyfilmben játszott Tony Leung Ka-fai és Fan Ping-ping (Fan Bing-bing) oldalán.
Jet Li a 2020-ban mozikba került Mulan című filmben Kína császárát alakítja.

## Jótékonysági munkája

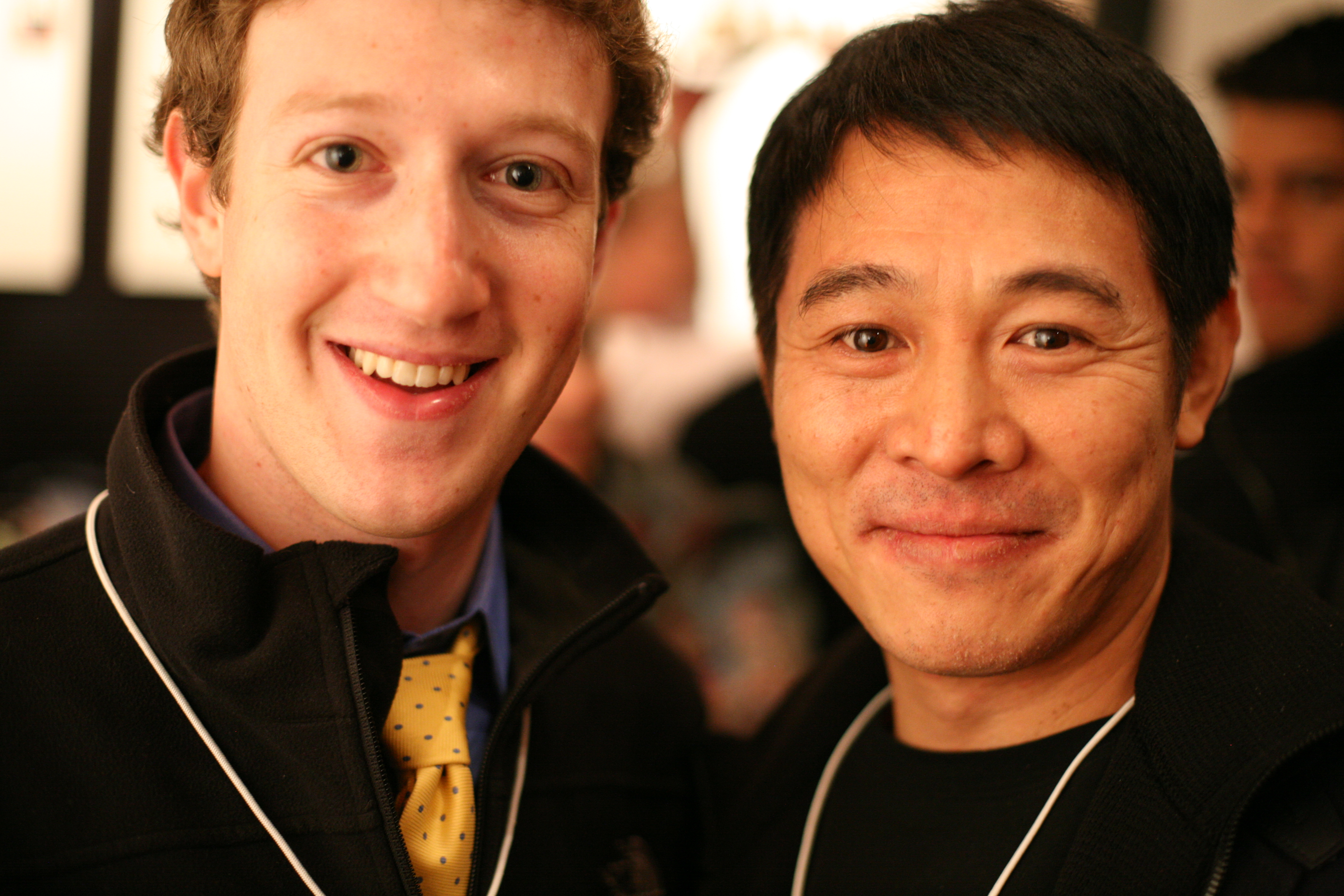
Mark Zuckerberg, a Facebook alapítója és Jet Li 2009-ben a svájci Davosban

2004-ben Li a való életben is szembenézett a halállal, a Maldív-szigeteken nyaralt családjával, amikor a cunami elöntötte a szigetet. Li két kislányát mentette, majdnem megfulladtak. A katasztrófát követő híradások némelyike a színész haláláról számolt be. Jet Li akkor elhatározta, hogy alapítványt hoz létre, mely katasztrófahelyzetekben segítené a rászorulókat. A One Foundation végül 2007-ben jött létre, négy fő területen tevékenykedik: katasztrófasegélyezés, környezetvédelem, egészségügy és oktatás. Az alapítvány szoros együttműködésben dolgozik a Nemzetközi Vöröskereszttel, melynek Jet Li a nagykövete is. Az alapítvány szlogenje: „1 ember + 1 dollár + 1 hónap = 1 nagy család”. Az adakozás nem csak direkt módon történhet, a kínaiak azzal is segítik az alapítványt, ha egy bizonyos banknál vezetnek számlát vagy egy bizonyos étteremláncnál ebédelnek, az elköltött összeg egy része az alapítvány számlájára kerül; de akár SMS-ben is lehet adakozni. Az alapítvány számos sikeres adománygyűjtő akciót szervezett, a 2008-as szecsuani földrengés áldozatainak megsegítésére például 13,7 millió dollárt gyűjtöttek össze. Li több interjúban is kifejtette, hogy nagy hangsúlyt fektet arra, hogy az alapítvány pénzügyei bárki által áttekinthetőek legyenek, a pénzmozgást egy független nemzetközi auditor felügyeli. Az alapítvány nem csak Kínában, de a világ bármely táján segít katasztrófahelyzetben. A One Foundation partnerei közé tartozik a Microsoft, a Disney, az MSN Live, a Versace, a Peugeot, a Google és az NBA szervezete is.

## Magánélete
Jet Li a tibeti buddhizmus követője, szellemi vezetője Lho Kun-szang (Lho Kunsang)
 a kagyü iskola drikung kagyü vonalából.
Li 1987-ben feleségül vette Huang Csiu-jen (Huang Qiuyan)t, aki a pekingi vusu (wushu)iskolában volt a csapattársa, 1990-ben azonban elváltak. Két lányuk született, Sze (Si) és Tajmi (Taimi). Li 1999-ben újranősült, Nina Li-cse (Nina Li Chi) színésznőt vette el, akitől két lánya született, Jane (2000) és Jada (2002). A család Szingapúrban él, egy 19 millió dollár értékű házban.
Szabadidejében szeret tollaslabdázni, pingpongozni, röplabdázni és kerékpározni, olvasni és meditálni; különlegesség, hogy tibeti imafüzéreket gyűjt. Saját bevallása szerint sosem unatkozik.
2007-ben az Enterbay exkluzív babakollekciót készített Jet Li Félelem nélkül című filmje alapján, az alapkollekció egyes darabjait 150 dollárért értékesítették, a limitált, 100 darabos, Li által aláírt figurákat pedig 180 dollárért adták el.
Li 2009-ben az Adidasszal közösen kifejlesztett egy új fitneszprogramot, melynek a vucsi (wuji) nevet adta. A program a kungfu, a jóga és a pilátesz-torna keveréke, és az Adidas speciális tréningruhakészletet tervezett hozzá Li ötlete alapján, melynek darabjai a JL betűket is magukon viselik.
Li 2013-ban bevallotta, hogy pajzsmirigy-túlműködésben szenved, ami miatt eltiltották a megerőltető testmozgástól. 2016-ban úgy nyilatkozott, hogy sikerült leküzdenie a betegséget.

### Életszemlélete és gondolatai a harcművészetről
Mikor képes vagy túltekinteni a hírnév és szerencse illúzióján, mikor képes vagy átlátni a materializmus ürességén, rájössz, hogy az egyetlen, ami számít, a lelki nyugalom folyamatos fenntartása.
Li hívő buddhistaként úgy véli, az élet nehézségein a vallási alapokon nyugvó filozófiák képesek átsegíteni az embert. A hírnévről úgy véli, olyasmi, ami felett nincs hatalma, így nem foglalkozik vele.
Li szerint minden, amit valaha is mondani akart a világnak, fellelhető három filmjében: a Hősben, a Félelem nélkülben és A nyakörvben. A színész úgy gondolja, a Hős üzenete, hogy a személyes szenvedés nem bír olyan jelentőséggel, mint egy nemzet szenvedése. A nyakörv megmutatja, hogy az erőszak semmire sem megoldás, míg a Félelem nélkül a személyes fejlődésről szól, egy férfiról, aki rádöbben, hogy a legnagyobb ellensége saját maga. Li szerint „a legnagyobb fegyver a mosoly és a legnagyobb erő a szeretet.”

A vusu (wushu)val kapcsolatban Li úgy nyilatkozott, szerinte a harcművészet lényege nem az erő vagy a sebesség, hanem a belső harmónia, és sajnálatosnak tartja, hogy manapság a vusu (wushu)bajnokságokon sokkal nagyobb hangsúlyt fektetnek a formai követelményekre, mint a harcművészet belső lényegére. Li szerint a mai vusu (wushu)ból hiányzik az egyéniség, a versenyzők szinte gépies mozgásúak, holott „a vusu (wushu) nem egy gyorsasági verseny. Nem kellene olyannak lennie, mint a többi sportágnak, ahol a leggyorsabb atléta győz.” Li olyan harcművészetet szeretne látni, ami továbbra is művészet, ahol a művészeknek saját, jól elkülöníthető stílusuk van, „saját ízük”. Li a versenyszabályok módosítását hibáztatja, ami szerinte limitálja a vusu (wushu)művészeket.
Li azt is kijelentette, hogy a vusu (wushu) nem elsősorban önvédelemre szolgál, és harcias hősködés helyett inkább a konfliktus békés megoldására kell koncentrálni, illetve ha baj van, a rendőrséghez kell fordulni: „Egy fegyver képes hosszú évek harcművészeti gyakorlatát semmissé tenni egyetlen pillanat alatt. Ahogy sokszor mondtam már, fontos, hogy különbséget tudjunk tenni a filmek és a valóság között. Egy film főhőse talán képes kiütni a fegyvert az ellenfél kezéből és megmenteni mindenkit, a valóságban azonban valószínűleg más a helyzet.” Li azt is elmondta, hogy még sohasem harcolt a való életben és nem is szeretné ilyesmire használni a képességeit.
Jet Li 2010-ben a Nemzetközi Vususzövetség és a Kínai Vususzövetség hivatalos nagykövete volt.

## Filmográfia
Az amerikai bevételek szempontjából Jet Li legsikeresebb filmje 2017 januárjával bezárólag a Halálos fegyver 4., mely 130 millió dollárt hozott az Egyesült Államokban, a második helyen A múmia: A Sárkánycsászár sírja című alkotás áll 102 millió dollárral. A Hős minden idők harmadik legsikeresebb idegen nyelvű filmje volt Amerikában, és az egyik legjobb kritikai visszhangot kiváltott Jet Li-film. A Félelem nélkül a hatodik legsikeresebb idegen nyelvű film. Kritikai fogadtatás szempontjából a legsikeresebb alkotása a Fist of Legend (Rotten Tomatoes: 100%), a legkevésbé sikeres pedig a War (Rotten Tomatoes: 12%).

## Díjai, elismerései

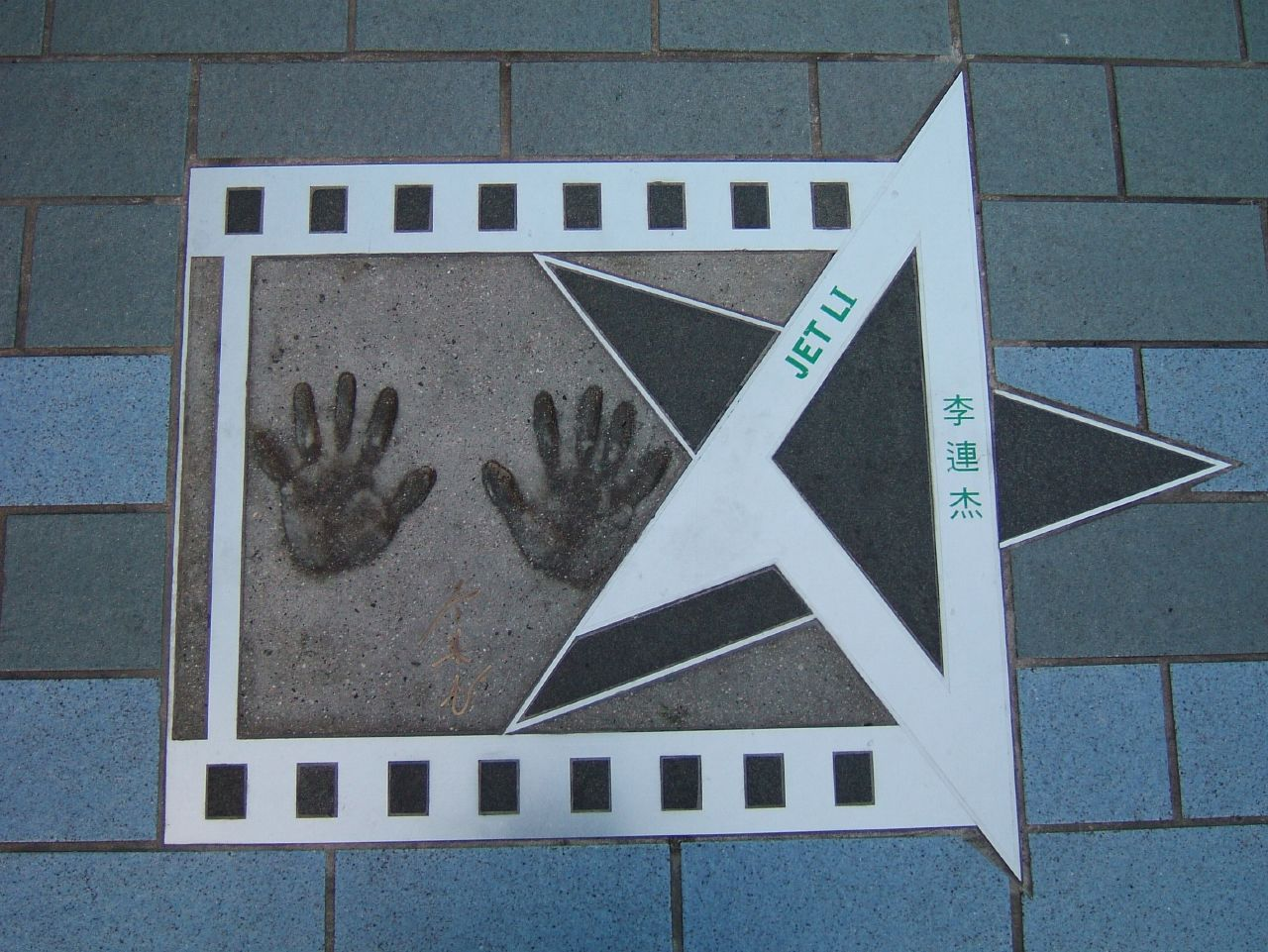
Jet Li kézlenyomata a hongkongi Csillagok sugárútján

2010 szeptembere óta viaszszobra áll a hongkongi Madam Tussaud panoptikumban.
Jet Li díjai betűrendben:
- Golden Horse Film Festival
  - Speciális kitüntetés (1995)
- Hong Kong Film Awards
  - Legjobb színész (The Warlords, 2008)
- Hong Kong Film Critics Society Awards
  - Legjobb színész (Félelem nélkül, 2007)
- Shanghai Film Critics Awards
  - Legjobb színész (The Warlords, 2008)